# Marcela Iacub
Marcela Iacub est une juriste, chercheuse et essayiste franco-argentine, née le 20 mai 1964 à Buenos Aires en Argentine. Elle est principalement connue pour sa défense d'idées à contre-courant du féminisme dans ses ouvrages, de ses théories sur l'émancipation des femmes et l'analyse de l'impact sur l'opinion publique.
Au-delà de ses publications et de ses apparitions télévisées jusqu'alors relativement confidentielles, elle s'est rendue célèbre auprès du grand public en France en 2013, à la suite de la publication de son livre Belle et Bête, inspiré de sa relation avec Dominique Strauss-Kahn — accusé d'agression sexuelle à New York en 2011, avant qu'une transaction financière ne mette fin l'année suivante à la procédure engagée au civil — et de la polémique qui s'ensuivit.
Elle rejoint en septembre 2014, Les Grosses Têtes de Laurent Ruquier sur la station de radio RTL.

## Biographie
De famille juive (arrière-petite-fille de rabbin), de Biélorussie et d’Ukraine, émigrée en Argentine dans les années 1930, née d'un père avocat et d'une mère femme d'affaires, Marcela Iacub se consacre au droit et devient à 21 ans la benjamine du barreau de Buenos Aires. Elle se spécialise dans le droit du travail.
En 1989, grâce à une bourse accordée par la France, elle vient vivre à Paris où elle devient juriste spécialisée dans la bioéthique. Après un DEA sous la direction de Yan Thomas et sa thèse de doctorat à l'École des hautes études en sciences sociales (EHESS) sous la direction du professeur Antoine Lyon-Caen, elle devient chercheuse au CNRS. Elle est directrice de recherche du Laboratoire de démographie et d'histoire sociale (LaDéHIS) de l'EHESS.
Marcela Iacub s'est d'abord rendue célèbre par plusieurs livres, notamment Le crime était presque sexuel, et aussi par des interventions médiatiques — notamment dans l'émission Ce soir (ou jamais !) — où elle exprime des points de vue défendant radicalement la liberté de choix des individus. Sa démarche consiste toujours à partir d'exemples juridiques précis et souvent en apparence « mineurs » afin de montrer quels en sont les enjeux plus larges et élargir le sujet aux questions de société qui y sont liées, proposant ainsi de nouvelles façons d'envisager la manière dont la loi gère les questions de mœurs.
Parmi les causes qui lui sont chères figurent la défense du droit à la prostitution, du mariage et de l'adoption pour les homosexuels (hommes ou femmes), des méthodes de procréation artificielle, le végétarisme. Elle s'en prend au féminisme français, qu'elle juge trop moralisateur car demandant une extension toujours plus grande de la répression pénale et elle défend l'idée que la révolution sexuelle des années 1970 a été un échec partiel dans la mesure où elle a renoncé à ses ambitions émancipatrices. Toutes ces prises de position lui ont valu de violentes critiques, notamment de la part de certaines féministes françaises plus traditionnelles mais aussi de féministes radicales. Elle a reçu le fervent soutien de certains militants et militantes des droits des minorités sexuelles tout autant que de vives critiques par d'autres.[précision nécessaire]
Pendant l'été 2018, Marcela Iacub publie chaque semaine dans le magazine Closer le portrait d'une personnalité faisant l'actualité de la presse people.

## Vie privée
Elle a été l'épouse du philosophe et universitaire Patrice Maniglier.
De fin janvier 2012 au mois d'août de la même année, elle entretient une relation avec Dominique Strauss-Kahn, alors patron du FMI.

## Prises de position sur la question sexuelle
Dans un livre intitulé Une société de violeurs ?, publié en janvier 2012, à la suite de l'impact médiatique qu'a eu l'affaire Dominique Strauss-Kahn en France, Marcela Iacub réagit aux revendications juridiques de certains groupes féministes faisant « le procès de l'impunité du viol », revendications qu'elle juge excessives, arguant notamment pour sa part que le viol est devenu, au contraire, un crime particulièrement réprimé, de façon sévère et efficace, par la justice française.
Dans un article publié dans le numéro des Cahiers français de septembre-octobre 2012, Marcela Iacub prend position face à la question « Faut-il interdire la prostitution ? ». Pour elle, la prostitution s'inscrit dans l'économie des relations sexuelles entre les hommes et les femmes fondée sur le principe de restriction sexuelle, principe que n'a pas remis en cause la révolution des mœurs des années 1970, les femmes restant cantonnées dans les fonctions maternelles et familiales. Selon Marcela Iacub, la pénalisation du client de la prostituée voulue par des groupes féministes vise en fait à accroître la pénurie sexuelle existante, cette volonté de pénaliser les clients des prostituées étant, à ses yeux, également lourde de menaces pour les libertés individuelles.
Dans le cadre de sa chronique hebdomadaire du samedi du journal Libération, le 29 septembre 2012, réfléchissant aux remèdes à apporter à la misère sexuelle contemporaine, et évoquant notamment certaines idées socialistes utopiques de Charles Fourier relatives à « une solidarité sexuelle socialement organisée », elle exprime des propositions dans un article intitulé « Pour un service public du sexe ».

## Polémique autour deBelle et Bête

Dominique Strauss-Kahn, auquel fait allusion le livre Belle et Bête.

En février 2013, Marcela Iacub publie Belle et Bête, livre dans lequel elle évoque sa liaison avec un personnage public. Ce dernier n'est jamais nommé dans l'ouvrage, mais l'écrivaine indique, dans un entretien accordé au Nouvel Observateur, qu'il s'agit de Dominique Strauss-Kahn, avec qui elle a entretenu une relation de janvier à août 2012. Il apparaît dès lors que pendant cette liaison (en juin) et après (en octobre et décembre), Marcela Iacub a usé de sa situation de chroniqueuse à Libération pour publier trois articles soutenant Dominique Strauss-Kahn, sans avoir auparavant fait état de la nature de ses liens avec lui,. Marcela Iacub dépeint dans cet ouvrage Dominique Strauss-Kahn comme un « être double, mi-homme mi-cochon », et commente :

« Ce qu'il y a de créatif, d'artistique chez Dominique Strauss-Kahn, de beau, appartient au cochon et non pas à l'homme. L'homme est affreux, le cochon est merveilleux même s'il est un cochon. C'est un artiste des égouts, un poète de l'abjection et de la saleté. »

Avant même sa parution en librairie, le livre suscite une vive polémique, largement médiatisée. Dominique Strauss-Kahn qualifie pour sa part l'ouvrage d'« abomination » et exprime son « dégoût » devant ce qu'il estime être « le comportement d'une femme qui séduit pour écrire un livre, se prévalant de sentiments amoureux pour les exploiter financièrement ».

### Conséquences judiciaires
Le 25 février 2013, à l'avant-veille de la parution de l'ouvrage, Dominique Strauss-Kahn assigne en référé Marcela Iacub et son éditeur, Stock, pour « atteinte à l'intimité de la vie privée », l'ancien ministre demandant l'insertion d'un encart dans chacun des exemplaires de Belle et Bête, ainsi qu'« à titre subsidiaire » une interdiction de diffusion du livre. Un e-mail écrit en novembre 2012 par Marcela Iacub à Dominique Strauss Kahn, laissant entendre que la première aurait manipulé le second, est versé au dossier et lu publiquement à l'audience du tribunal de grande instance de Paris le 26 février 2013. Au soir du jour de cette audience, la juge des référés, sans interdire la diffusion de l'ouvrage, ordonne l'insertion, en en-tête de chacun des exemplaires, d'un encart faisant état de la position de Dominique Strauss-Kahn sur le livre. Marcela Iacub et son éditeur sont, en outre, condamnés à verser solidairement 50 000 euros de dommages et intérêts à Dominique Strauss-Kahn, tandis que Le Nouvel Observateur, qui a publié des extraits du livre, est également condamné à verser à l'ancien ministre 25 000 euros de dommages et intérêts ; la juge ordonne également qu'une publication judiciaire figure sur la moitié de la une du Nouvel Observateur.

### Réactions diverses
À la suite de cette affaire, et en raison de la liaison entretenue par Marcela Iacub avec Dominique Strauss-Kahn alors qu'elle prenait la défense de ce dernier dans Libération, la Société civile des personnels de Libération publie le 26 février 2013 un communiqué dans lequel elle dénonce le manquement à « certaines règles élémentaires du journalisme » et pose la question de la poursuite de la chronique de l'écrivaine dans le quotidien. Libération continue cependant de publier les articles de Marcela Iacub, notamment celui dans lequel celle-ci rend hommage à l'éditeur Jean-Marc Roberts — directeur de la maison d’édition Stock, qui a publié Belle et Bête — à l'occasion du décès de ce dernier, survenu peu après le 25 mars 2013.
Le 22 mars 2013, invitée par Frédéric Taddeï dans l'émission télévisée Ce soir (ou jamais !) (où elle était intervenue plusieurs fois au cours des années précédentes) pour répondre aux critiques virulentes dont elle et son livre ont fait l'objet pendant plusieurs semaines, Marcela Iacub se déclare « honorée de ce lynchage », qualifiant l'agitation médiatique qui a entouré la publication de l'ouvrage d'« hystérie » de la part de « gens qui sont excités sexuellement » — alors que le livre en question ne contient pourtant « aucune scène pornographique » — et de « flics » d'un certain « ordre culturel ». À la question de savoir si elle a manipulé Dominique Strauss-Kahn dans le but prémédité d'écrire un livre à succès, Marcela Iacub dément cette thèse, en précisant que Belle et Bête, écrit à la suite d'une histoire d'amour « très douloureuse » pour elle, est un roman. L'entretien télévisé est fortement critiqué notamment par le chroniqueur politique et télévisuel Bruno Roger-Petit, qui reproche à Marcela Iacub de s'être présentée en victime et à Frédéric Taddeï d'avoir eu une attitude complaisante vis-à-vis d'elle.

## Ouvrages
- Daniel Borrillo, Éric Fassin et Marcela Iacub (dir.), Au-delà du PACS : L’expertise familiale à l’épreuve de l’homosexualité, Paris, PUF, coll. « Politique d’aujourd’hui », 2001, 2e éd. (1re éd. 1999) (ISBN 978-2-13-051990-4)
- Marcela Iacub (dir.) et Pierre Jouannet (dir.), Juger la vie : Les choix médicaux en matière de procréation, Paris, La Découverte, coll. « Cahiers libres », 2001, 225 p. (ISBN 978-2-7071-3558-2, présentation en ligne)
- Marcela Iacub, Le crime était presque sexuel : et autres essais de casuistique juridique, Paris, Flammarion, coll. « Champs », 2002, 375 p. (ISBN 978-2-08-080055-8)
- Marcela Iacub, Penser les droits de la naissance, Paris, PUF, coll. « Questions d'éthique », 2002, 194 p. (ISBN 978-2-13-051648-4)
- Marcela Iacub, Qu’avez-vous fait de la libération sexuelle ?, Paris, Flammarion, 2002 (ISBN 978-2-08-210227-8)
- Marcela Iacub (dir.) et Patrice Maniglier (dir.), Familles en scènes : Bousculée, réinventée, toujours inattendue, Paris, Autrement, coll. « Mutations », 2003 (ISBN 978-2-7467-0331-5)
- Marcela Iacub, L’Empire du ventre : Pour une autre histoire de la maternité, Paris, Fayard, coll. « Histoire de la pensée », 2004, 365 p. (ISBN 978-2-213-62118-0)
- Marcela Iacub et Patrice Maniglier, Antimanuel d’éducation sexuelle, Paris, Bréal, coll. « Antimanuel », 2005, 333 p. (ISBN 978-2-7495-0540-4, lire en ligne)
- Marcela Iacub, Bêtes et victimes : et autres chroniques de Libération, Paris, Stock, coll. « Les essais », 2005, 208 p. (ISBN 978-2-234-05755-5)
- Marcela Iacub, Aimer tue : roman psychologique, Paris, Stock, 2005, 195 p. (ISBN 978-2-234-05812-5)
- Marcela Iacub, Une journée dans la vie de Lionel Jospin, Paris, Fayard, 2006 (ISBN 978-2-213-62867-7)
- Marcela Iacub, Par le trou de la serrure : Une histoire de la pudeur publique, XIXe – XXIe siècle, Paris, Fayard, coll. « Histoire de la pensée », 2008, 352 p. (ISBN 978-2-213-63399-2, présentation en ligne)
- Marcela Iacub, De la pornographie en Amérique : La liberté d’expression à l’âge de la démocratie délibérative, Paris, Fayard, coll. « Histoire de la Pensée », 2010, 330 p. (ISBN 978-2-213-64437-0)
- Marcela Iacub, Confessions d’une mangeuse de viande, Paris, Fayard, coll. « Essais », 2011, 162 p. (ISBN 978-2-213-66242-8)
- Marcela Iacub, Une société de violeurs ?, Paris, Fayard, coll. « Documents », 2011, 137 p. (ISBN 978-2-213-66835-2)
- Marcela Iacub, Belle et Bête, Paris, Stock, coll. « La Bleue », 2013, 120 p. (ISBN 978-2-234-07490-3)[23]Prix La Coupole 2013[24]
- Marcela Iacub, Jouir, obéir et autres activités vitales, Paris, Stock, coll. « Essais - Documents », 2013, 185 p. (ISBN 978-2-234-07197-1)
- Marcela Iacub, Œdipe reine, Paris, Stock, coll. « La Bleue », 2014, 139 p. (ISBN 978-2-234-07742-3)
- Marcela Iacub, M le mari, Paris, Michel Lafon, 2016, 218 p. (ISBN 978-2-7499-2754-1)
- Marcela Iacub, La Fin du couple, Paris, Stock, coll. « Les essais », 2016, 155 p. (ISBN 978-2-234-07910-6)
- Marcela Iacub, Le Che, à mort, Paris, Robert Laffont, 2017, 155 p. (ISBN 978-2-221-19778-3)
- Marcela Iacub, Scandale à la porcherie : analyse d'une révolte contre l'inégalité sexuelle, Paris, Michalon, 2018, 125 p. (ISBN 978-2-84186-895-7, lire en ligne)
- Marcela Iacub, En couple avec moi-même, Paris, Editions Léo Scheer, 2020  (ISBN 9782756113135)
- Marcela Iacub, Penis horribilis, Paris, Fayard, 2023, 144 p. (ISBN 978-2-213-72574-1)

- Marcela Iacub, Comment la gauche radicale va sauver le monde... (des juifs), Paris,  Anne Carrière, 2024, 128 p. (ISBN 978-2380823394)